# Ташкенское
Ташкенское — пресноводное озеро на территории Михайловского сельского поселения Олонецкого района Республики Карелии.

## Общие сведения
Площадь озера — 0,9 км², площадь водосборного бассейна — 219 км². Располагается на высоте 63,5 метров над уровнем моря.
Форма озера продолговатая: оно вытянуто с севера на юг. Берега каменисто-песчаные, преимущественно возвышенные.
С восточной стороны Ташкенского вытекает река Усланка, правый приток Свири.
С юго-запада в Ташкенское впадает протока, несущая воды озёр Карниж, Лоянского и Долгого.
В озере расположены два небольших безымянных острова.
На северо-западном берегу озера располагается деревня Ташкеницы, к которой подходит дорога местного значения 86К-208 («Устье — Ташкеницы»).
Код объекта в государственном водном реестре — 01040100711102000015334.